# Jagiroad
Jagiroad é uma vila no distrito de Marigaon, no estado indiano de Assam.

## Demografia
Segundo o censo de 2001, Jagiroad tinha uma população de 17 254 habitantes. Os indivíduos do sexo masculino constituem 54% da população e os do sexo feminino 46%. Jagiroad tem uma taxa de literacia de 75%, superior à média nacional de 59.5%: a literacia no sexo masculino é de 80% e no sexo feminino é de 69%. Em Jagiroad, 12% da população está abaixo dos 6 anos de idade.